# خنجر

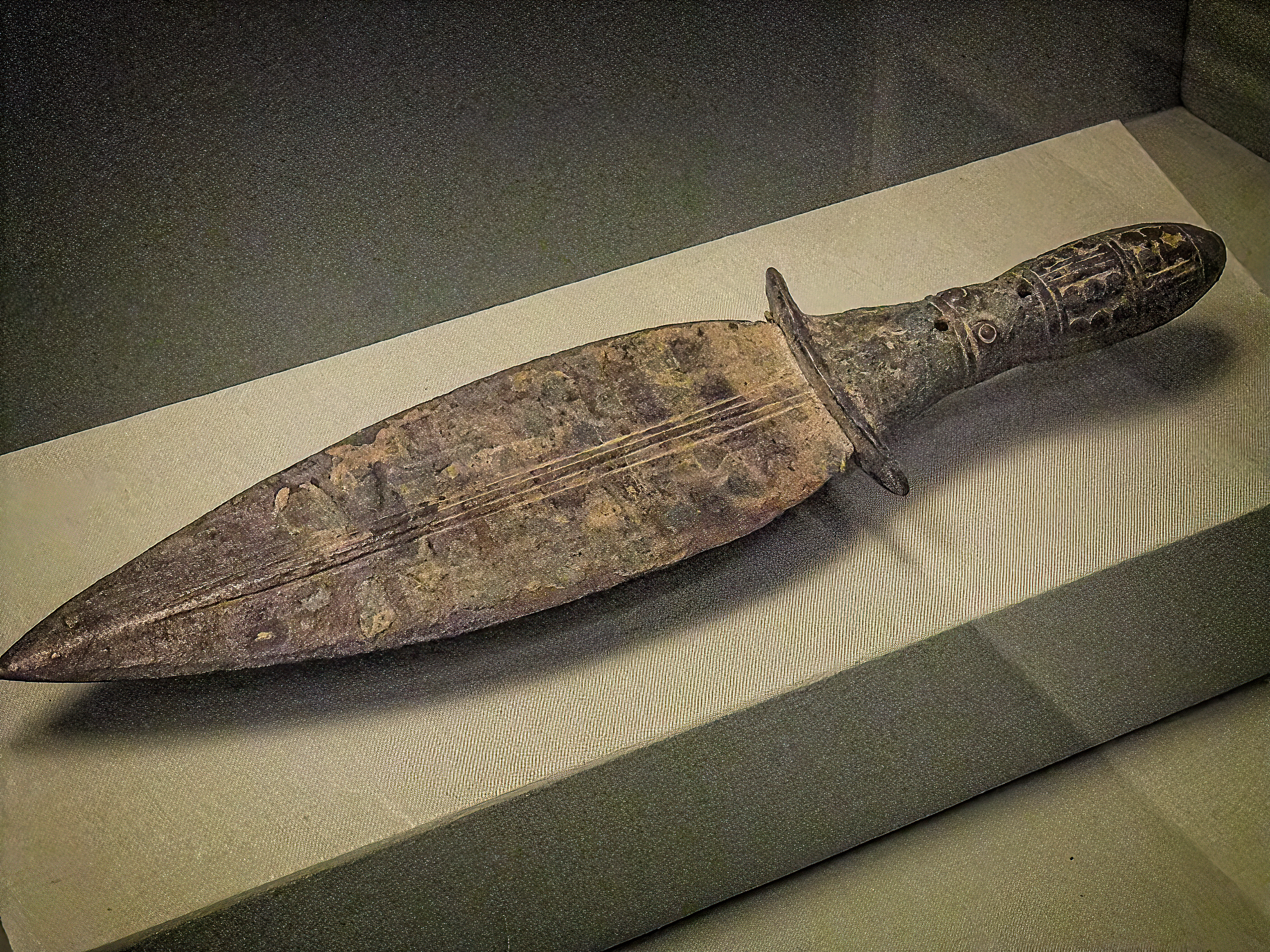
خنجر برنزی، لرستان ایران، ۲۳۵۰ تا ۲۶۰۰ پیش از میلاد

خَنجَر یا خونگر یا دشنه (به انگلیسی: Dagger) نوعی سلاح سرد است کوتاه، به اندازه کارد، که دو دَم آن تیز و بُرنده و همچنین نوک تیز می‌باشد. اولین خنجرها از موادی مانند سنگ چخماق، عاج یا استخوان در دوران نوسنگی ساخته می‌شدند. خنجرهای مسی برای اولین بار در اوایل عصر برنز، در هزاره سوم قبل از میلاد ظاهر شدند.
خنجرهای شرقی بیشتر خم است و خنجرهای اروپایی (Stiletto) بیشتر شبیه یک شمشیر کوتاه است.

واژه خنجر معربِ کلمه فارسی خونگر است.

## نگارخانه

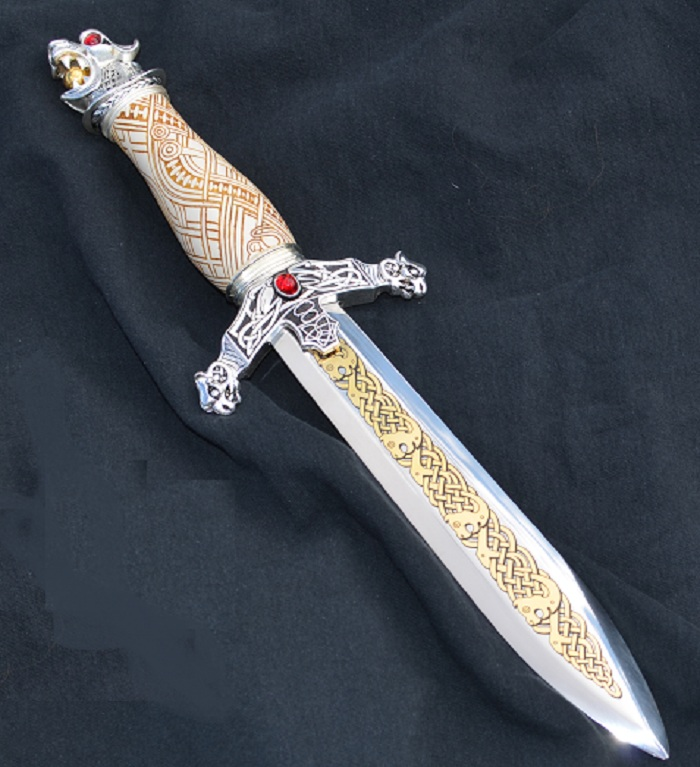
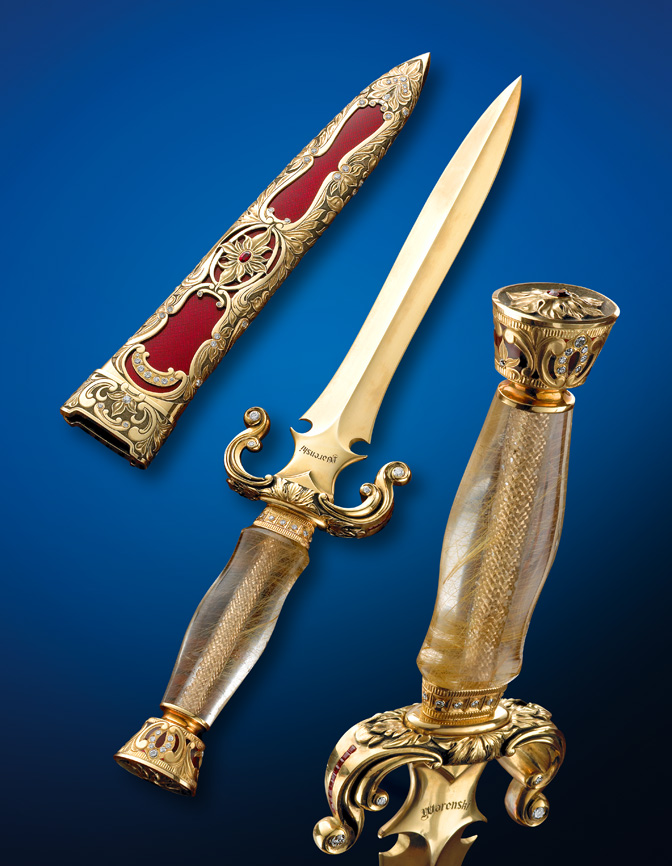
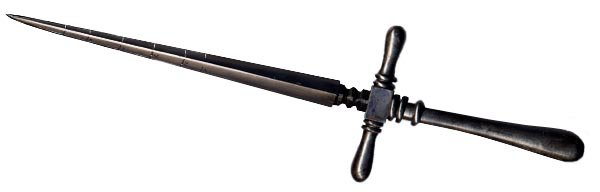